# Nilothauma brayi
Nilothauma brayi är en tvåvingeart som först beskrevs av Maurice Emile Marie Goetghebuer 1921.  Nilothauma brayi ingår i släktet Nilothauma och familjen fjädermyggor. Arten är reproducerande i Sverige. Inga underarter finns listade i Catalogue of Life.